# Planetární jádro
Jádro planety je její nejvnitřnější částí s nejvyšší hustotou, která vzniká při diferenciaci původní protoplanety. U terestrických planet se většinou skládá ze železa, které může obsahovat některé lehčí příměsi (např. síru), což je významné pro generování magnetického pole planet. Proces diferenciace jádra je také významný z hlediska produkce primárního tepla.

## Jádra terestrických těles

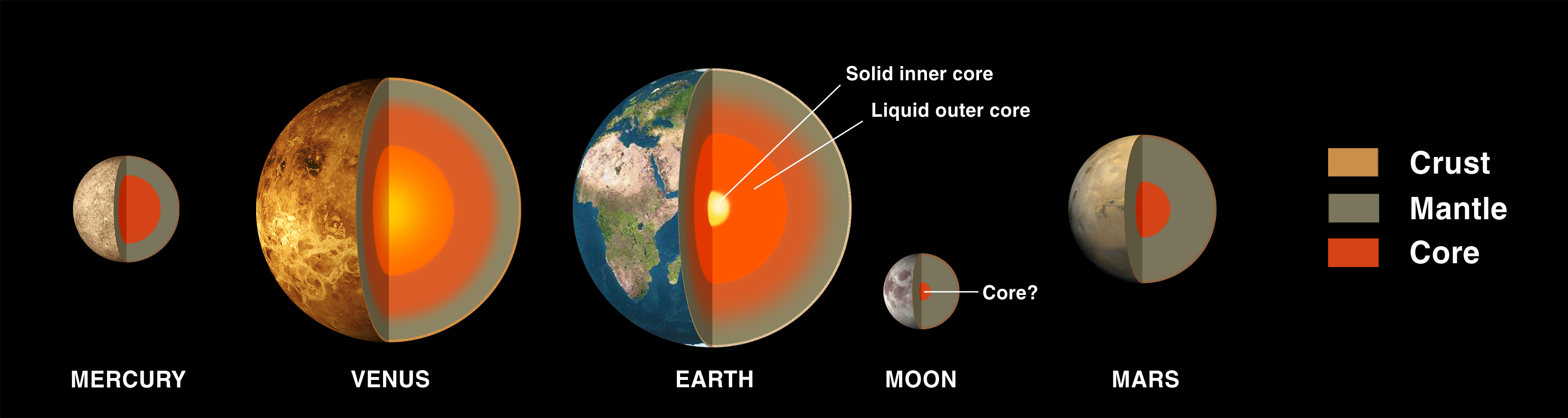
Srovnání předpokládané stavby terestrických objektů Sluneční soustavy

Jádro Merkuru je zřejmě největší v porovnání s velikostí své planety v celé Sluneční soustavě – z dat o střední hustotě, získaných sondou Mariner 10, a geochemických modelů je jeho poloměr 0,75–0,80 RM (tj. 1800–1950 km).
Protože nemáme žádné přímé údaje o stavbě planety, jediné omezení na strukturu jádra je pozorované slabé magnetické pole Merkuru, které nelze vysvětlit podobným mechanismem jako je geodynamo. Z termálně-evolučních modelů se zdá být jisté, že termální dynamo již není v provozu a konvekci v jádře musí zajišťovat proces růstu vnitřního jadérka (podobně jako u Země). Magnetické pole podobné tomu pozorovanému pak lze získat v případě, že se tato konvekce odehrává pouze ve spodní části vnějšího jádra a svrchní část, která se konvekce neúčastní, pak krátkoperiodické složky pole filtruje.
Tento model také dává omezení na velikost vnitřního jádra, které nesmí být výrazně větší než cca 1000 km.
O jádru Venuše je toho i přes rozsáhlý výzkum planety velmi málo známo. Z údajů o střední hustotě a odhadů chemického složení vyplývá poloměr jádra 2900–3200 km a nepřítomnost vnitřního jadérka.
Také z měření slapových deformací se zdá být pravděpodobné, že je celé jádro v kapalném stavu.
Jádro planety Mars je prozkoumáno také velmi málo, podobně jako v případě Venuše. Jeho velikost je přibližně 1500-1850 km a z měřených slapových deformací planety se zdá být jisté, že minimálně jeho vnější část je kapalná.

## Jádra velkých planet

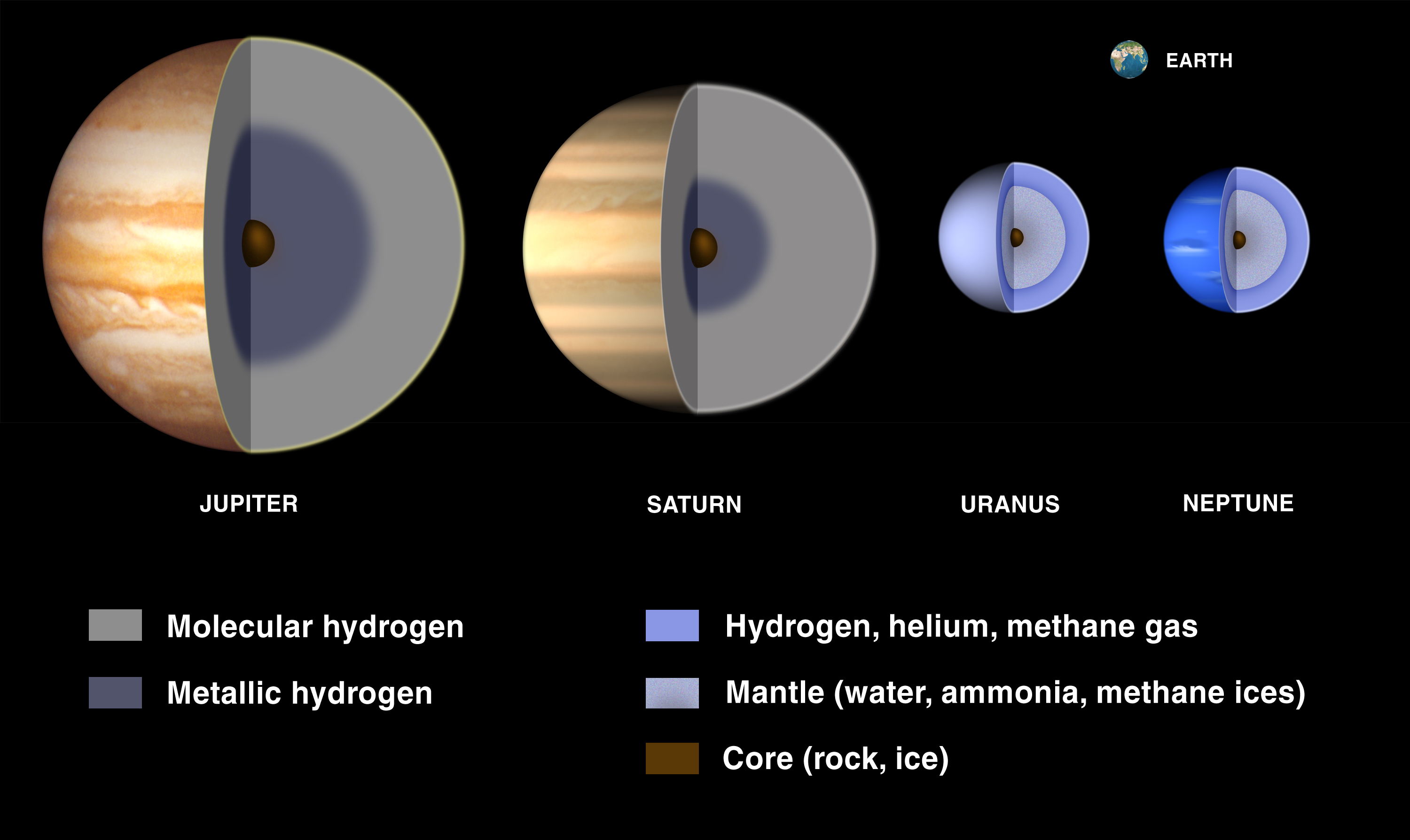
Srovnání předpokládané stavby plynných planet Sluneční soustavy

Předpokládá se, že tzv. plynní obři mají také kamenné jádro, složené z hornin. U Saturnu a Jupiteru je předpokládána vrstva z kovového vodíku, zato u tzv. ledových obrů se jádro skládá převážně z vody, methanu a amoniaku.